# Amt Hüttener Berge
La comunità amministrativa di Hüttener Berge (Amt Hüttener Berge) si trova nel circondario di Rendsburg-Eckernförde nello Schleswig-Holstein, in Germania.

## Suddivisione
Comprende 16 comuni:
1. Ahlefeld-Bistensee (510)
2. Ascheffel (1 026)
3. Borgstedt (1 753)
4. Brekendorf (984)
5. Bünsdorf (610)
6. Damendorf (435)
7. Groß Wittensee* (1 322)
8. Haby (552)
9. Holtsee (1 270)
10. Holzbunge (351)
11. Hütten (221)
12. Klein Wittensee (231)
13. Neu Duvenstedt (127)
14. Osterby (1 081)
15. Owschlag (3 724)
16. Sehestedt (831)

Il capoluogo è Groß Wittensee.
(Tra parentesi i dati della popolazione al 31 dicembre 2021)